# 寺西貝塚

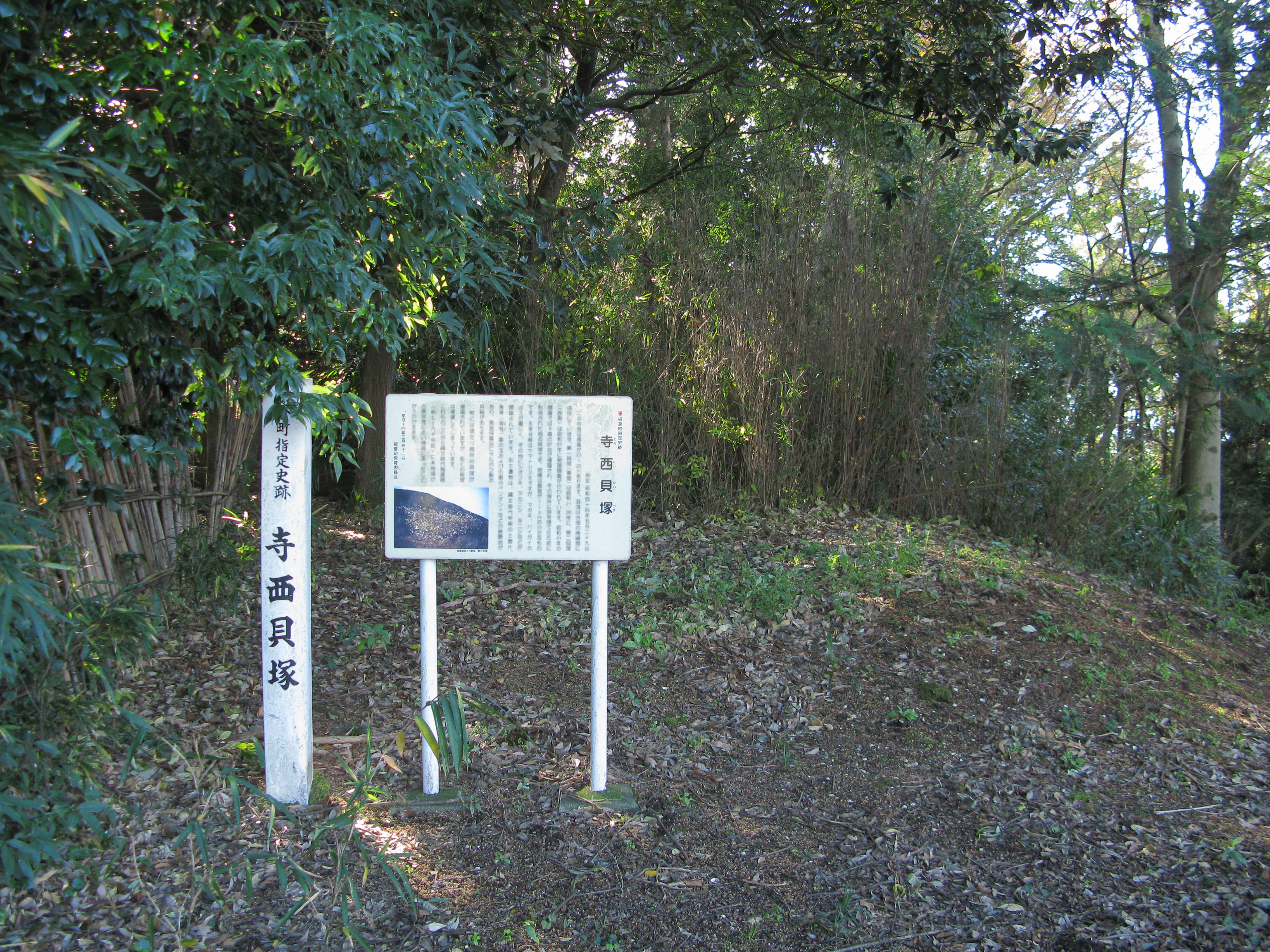
寺西貝塚（2011年12月）

寺西貝塚（てらにしかいづか）は、群馬県邑楽郡板倉町大字海老瀬にある縄文時代の貝塚である。旧・渡良瀬川左岸、現・渡良瀬川右岸、渡良瀬遊水池の西側に位置し、東武鉄道日光線の西側にある。西側に広がる水田から見ると5メートル以上の崖の上にあり、台地（海老瀬台地）に構成されている。1969年（昭和44年）5月29日に板倉町指定史跡に指定された。

## 概要
貝塚は、地点貝塚で、1〜3メートル規模の貝塚が数カ所あり、それを総称して寺西貝塚としている。発掘は1946年（昭和21年）、1963年（昭和38年）、1986年（昭和61年）に行われているが、地点を全て行ったものではない。1986年（昭和61年）に行われた発掘で9箇所の炉址が発見されたが、住居跡は未だに見つかっていない。貝種は、ヤマトシジミが多く、次いでマガキ（マガキのみの地点もあった）、ハイガイ他となっている。他には、縄文時代早期（茅山式ほか）の土器片、ニホンシカの骨、魚骨、貝輪が出土している。時期は今から約7000 - 8000年前にあたる。周辺には、南側の板倉町大字海老瀬にある権現沼貝塚群、栃木市藤岡町藤岡にある篠山貝塚、渡瀬遊水池の対岸にある、野木町大字野渡にある野渡貝塚、古河市にある西貝塚などがある。海老瀬台地上にある他の貝塚を全て含み、海老瀬貝塚群とも呼ばれる。